# Escadrille SPA 75
La Spa 75 Charognard est une escadrille de l'armée de l'air française créée lors de la Première Guerre mondiale. La seconde escadrille de l'escadron de chasse 2/3 Champagne est l'héritière de ses traditions qui ont été perpétuées quasiment sans interruption depuis juillet 1916.

## La Première Guerre mondiale
L'escadrille SPA 75 trouve ses origines dans la création de la N 75 le 13 juillet 1916 à l'Aéroport de Lyon-Bron, sous le commandement du capitaine de Montfort. Cette dernière fut équipée de Nieuport 11.
Le capitaine de Montfort ainsi que quatre-vingt-quatre sous-officiers et hommes de troupe se trouvent dès le 12 août 1916 sur le terrain de Lunéville en Meurthe-et-Moselle. Dès la fin du mois d'août, les effectifs atteignent le nombre de treize officiers et de 104 sous-officiers et hommes de troupe. La SPA 75 participe au combat avec des pilotes et des observateurs tels que les lieutenant Azire, Virolet... Le premier pilote tombé est le sergent-pilote Le Cour Grandmaison (origine N 48) le 23 septembre 1916.
Du 11 août ( préciser l'année ?) au 11 avril 1917, la N 75 opère sur le front de Lorraine. L'escadrille se trouve sur le terrain de Saizerais (actuelle base de Toul) et effectue deux cent soixante missions : patrouilles, reconnaissances d’armées, missions photographiques, protection de bombardement du groupe Happe, réglage d’Hampont(pièce détruite). Des pilotes sont détachés à Verdun auprès de la IIe Armée pour l’offensive de décembre 1916 et le mitraillages des tranchées. L’escadrille livre trente et un combats. Le premier succès est porté au crédit du sous-lieutenant Vernin et du caporal Charpentier qui abattent un avion au-dessus de la Lorraine.
Le 12 avril 1917, l'escadrille est transformée sur SPAD VII et devient alors l'escadrille de chasse SPA 75. Elle se bat au sein du groupe de combat 14 dans l'Aisne composé des escadrilles SPA 80, SPA 83, SPA 86, SPA 166 et SPA 171 à partir du terrain de Fisme (lieu-dit de Bonne-Maison), notamment lors de la bataille du Chemin des Dames de 1917 en support de la VIe armée française. Lorsque l' effectif est complet, la SPA 75 est constituée de quinze appareils.
Du 17 mai au 10 juin 1917, elle est partie prenante dans les opérations de la Xe Armée. C'est du terrain de Souilly (arrivée le 4 juillet 1917) qu'elle prend part à la bataille de Verdun dès le 5 juillet 1917, faisant face à une considérable activité de l'aviation ennemie. Elle participe ensuite à la deuxième offensive du Chemin des Dames en octobre 1917.  En novembre 1917, la SPA 75 est détachée pendant dix jours à l'armée britannique pour la bataille de Cambrai.
Au cours de la dernière année de guerre, l'escadrille déménage plusieurs fois afin de suivre les évolutions incessantes du front.
Le 24 mars 1918, elle est affectée à la IIIe Armée opposée dans la région de Lassigny Saint-Gobain, à l'offensive allemande dite bataille de l'Aisne. Pendant huit jours, elle est alors le seul organe de renseignement de l'armée sur le front de Fère-en-Tardenois, Soissons, Saint-Quentin.

### Positionnement de l'escadrille pendant la guerre

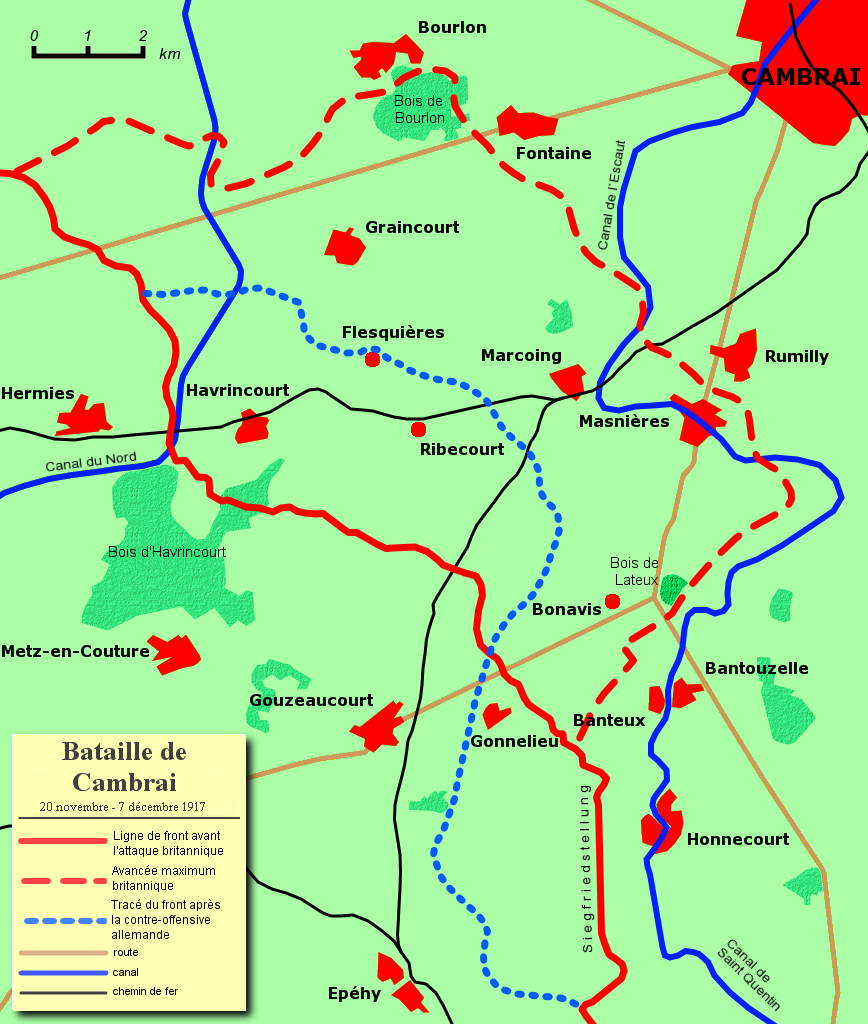
Bataille de Cambrai
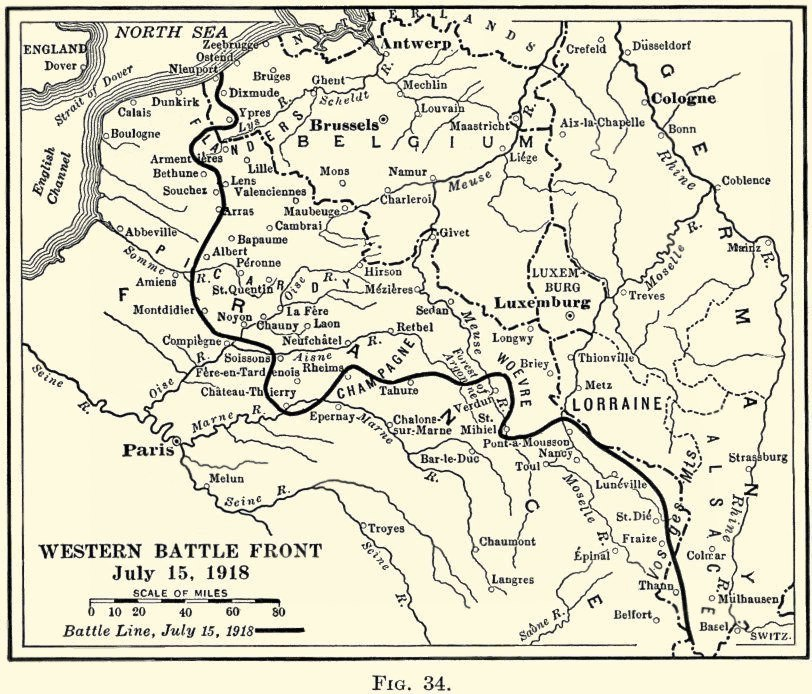
Front juillet 1918

### Les avions de la SPA 75 pendant la Première Guerre mondiale

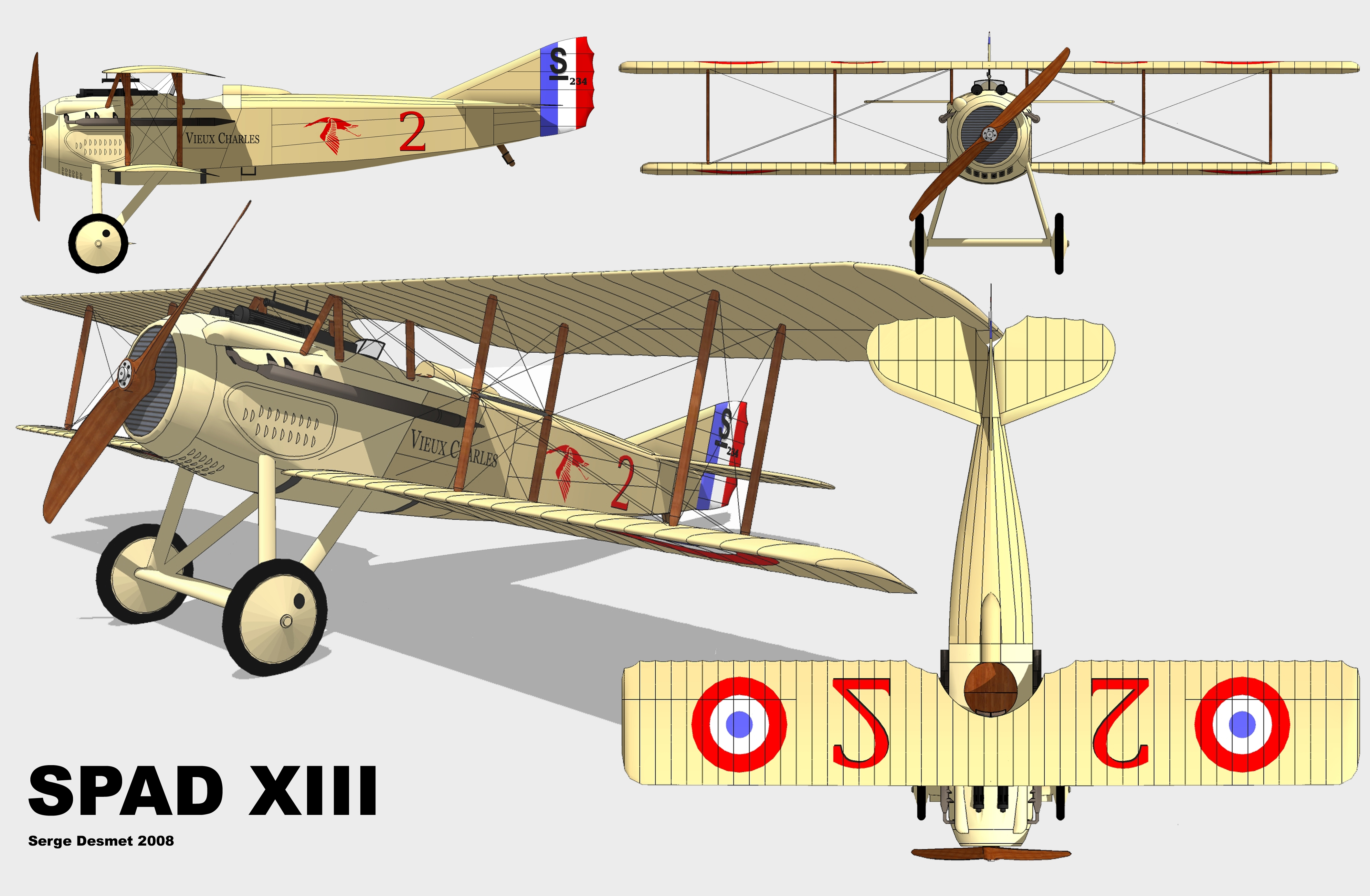
Spad XIII

Elle participe successivement, à l'offensive des Flandres (terrain de Bray Dunes), à la contre-offensive qui fait suite à la poussée allemande sur Paris. Le 18 juillet 1918, elle est la première engagée dans la grande offensive française.

### Bilan
C'est sur le terrain de Clastres où elle est stationnée que la SPA 75 apprend l'armistice. Elle a alors obtenu trente-trois victoires et effectué près de 6 000 heures de vol. Ses pertes se sont élevées à huit hommes tués en combat, cinq disparus, trois tués accidentellement et trois blessés grièvement en combat. 
Sur proposition du 11 octobre 1918, l'escadrille ayant obtenu alors trente et une victoires, est citée en date du 23 décembre 1918 à l'ordre du grand quartier général :
« Unité remarquable par son entrain et son activité inlassable, entraînée par son chef le capitaine Bladinières, sans cesse lui-même à la tête de ses troupes, n'a cessé d'être pour le commandement un auxiliaire précieux tant dans la chasse des avions ennemis que dans la protection de nos propres appareils de corps d'armée. Dans les dernières attaques, a abattu sept avions ennemis et sept drachen, portant ainsi à 31 le nombre de ses victoires ».
Le 19 décembre 1918, l'escadrille effectue son dernier déplacement pour se rendre sur le terrain de Trecon en Champagne. C'est là que le 19 février 1919 la Spa 75 est dissoute avec le groupe de combat no 14.
L'escadrille a reçu de nombreux pilotes, observateurs mitrailleurs et mécaniciens combattant sous les mêmes couleurs. Ils venaient d'horizons différents et parfois même très lointains comme le caporal pilote japonais Tadao Yamanaka, le lieutenant américain Beaumont.

## L'entre-deux-guerres
Après l'armistice, les SPA 67 et 75 sont réunies au sein du 3e régiment d'aviation de chasse de Châteauroux (7e et 6e escadrilles). Elles rejoignent ensuite le terrain de Lyon-Bron où elles deviennent le 1er avril 1922 les 21e et 22e escadrilles du 35e régiment d'aviation, équipées de Nieuport 29. En 1924, elles sont 5e et 6e escadrilles du 35e groupe d'aviation d'observation, puis elles forment à partir de 1932 le 1er groupe de la 2e escadre de chasse qui prend, le 12 septembre 1933, la dénomination de 5e escadre d'aviation de défense légère; elles constituent alors les 1re et 2e escadrilles du GC I/5.

## La Seconde Guerre mondiale
En mars 1939, le groupe s'équipe de Curtiss H75 et devint l'unité qui mène les essais sur ce nouveau type de chasseur. Comme la Spa 67, il possède également des Potez 630 et des Dewoitine D510.
Le 1er groupe de la 5e escadre d'aviation de chasse, stationné à Reims, sur la Base aérienne 112 est sur le pied de guerre depuis le mercredi 23 août 1939 et fait mouvement le 27 août à 7 heures pour son terrain de concentration de Suippes (Champagne) (après avoir reçu le drapeau de la 5e escadre). Les quatre avions Potez 630 de commandement partent avec leurs équipages pour Clermont-les-Fermes (Aisne) où se constitue une escadrille de guet aérien. Ces quatre appareils ne seront jamais récupérés par le groupe.
La mission initiale du groupe est la suivante :
- couverture sur alerte des bases de Mourmelon-le grand, Saint-Dizier, Plivot, Suippes ;
- couverture de la voie ferrée Vitry-le-François - Blesmes - Revigny ;
- missions au profit de l'armée terrestre ;
- participation aux manœuvres de destruction et aux concentrations sur ordres du groupement de chasse no 23.

L’escadrille, peu favorisée dans la répartition des stationnements à Suippes, s’organise comme elle peut. Les patrouilles sont en état d’attente du lever au coucher du soleil, imposant des rythmes de travail harassants. Dès le premier jour, le groupe camoufle soigneusement son matériel volant et roulant et songe à camoufler son terrain, lequel se présente comme une magnifique table de bridge au milieu d'un paysage tourmenté de l'ancienne « zone rouge ». Grâce au concours de prisonniers espagnols, mis à disposition par le commandement du camp de Suippes, et plus tard, d'une compagnie de pionniers détachée de la 2e Armée, les travaux de camouflage et de protection se poursuivent sans répit, fausses tranchées, faux trous d'obus, fausses routes, faux bois, camouflage des routes rectilignes et du cimetière militaire, merlons camouflés pour avions, abris enterrés et semi-enterrés pour le personnel, soutes à munitions, emplacements pour les armes de défense… Le groupe récolte le fruit de cet effort considérable le 10 mai 1940, lors de l'attaque allemande.
Le 3 septembre à 17 heures, l’état de guerre est déclaré entre la France et l’Allemagne. L’ordre est donné au groupe de renforcer régulièrement le G.C. 2/5 à Toul à raison d’une patrouille double tous les deux jours. C’est la 2e escadrille qui part la première.
| GRADE NOM                 | FONCTION             | NOTES                                     |
| ------------------------- | -------------------- | ----------------------------------------- |
| Capitaine Moingeon        | cdt d’escadrille     |                                           |
| Sous-lieutenant Dorance   | commandant en second | As 14 victoires homologuées + 4 probables |
| Sous-lieutenant Boitelet  | pilote               | 5 victoires (pilote au 1/4 puis au 1/4)   |
| Sous-lieutenant Le Restif | pilote               | Décédé le 30 septembre 1939               |
| Adjudant Salmand          | pilote               | Décédé le 7 avril 1940                    |
| Adjudant Genty            | pilote               |                                           |
| Sergent Lepreux           | pilote               | Décédé le 30 septembre 1939               |
| Sergent Bressieux         | pilote               | 9 victoires - promu sous-lieutenant       |
| Sergent Tallent           | pilote               | 11 victoires                              |
| Sergent Delparte          | pilote               |                                           |
| Sergent Warnier           | pilote               | 8 victoires                               |
| Caporal Vaseck            | pilote               | Décédé le 2 janvier 1940                  |

| GRADE NOM              | FONCTION       |
| ---------------------- | -------------- |
| Adjudant Maire         | Chef de hangar |
| Sergent-chef Pageix    | Mécanicien     |
| Sergent-chef Carraz    | Mécanicien     |
| Sergent Leriche        | Mécanicien     |
| Sergent Lecarvennec    | Mécanicien     |
| Sergent Couvelaire     | Mécanicien     |
| Sergent Griesbach      | Mécanicien     |
| Sergent Luthinger      | Mécanicien     |
| Sergent Rougerie       | Mécanicien     |
| Caporal-chef Nys       | Mécanicien     |
| Caporal-chef Mesmeiret | Mécanicien     |
| Caporal-chef Giraud    | Mécanicien     |
| 2e classe Maneyrol     | Mécanicien     |
| 2e classe Langlade     | Mécanicien     |

Le 20 septembre à 16 h 30, un appel téléphonique du capitaine Moingeon annonce aux pilotes la première victoire du groupe, cependant cette victoire ne sera jamais homologuée. Il s’agissait d’un Me 109 rencontré à 6 000 mètres. Poursuivi et mitraillé par la patrouille Salmand – Genty – Warnier et il a piqué vers les lignes françaises, lâchant une abondante fumée blanche, perdu de vue à 800 mètres ; il semble être tombé aux environs de Bouzonville. La presse annonce le 22 septembre la chute du capitaine von Richtoffen descendu le 20 près de Sarrebrück (victoire non homologuée). La 1re victoire officielle, mais également les premières pertes, reviennent à la deuxième escadrille. 
Le 30 septembre, une patrouille double, renforçant une patrouille simple du G.C. 2/5, rencontre une escadrille de vingt-quatre Messerschmitt 109 ; deux sont abattus par l’adjudant Genty, mais le sous-lieutenant Le Restif et le sergent Lepreux sont abattus, aux environs de Merzig (le premier en territoire ennemi, le second en France). Le sergent Lepreux est cité à l’ordre de l’Armée aérienne avec attribution de la Croix de guerre à une palme. Il est proposé pour la Médaille militaire à titre posthume.
Les sept mois qui couvrent cette période permettent la mise sur pied d’un réseau de guet D.C.A., grâce à de bonnes et robustes transmissions radiotélégraphiques jointes à une identification et une altimétrie précise des aéronefs ennemis, il est possible d’orienter efficacement les patrouilles préalablement placées en surveillance sur des secteurs de 30 à 50 km de longueur. Cette période permet de parfaire le camouflage pour que le terrain devienne introuvable, renforçant alors la protection des avions (34 merlons camouflés sont construits) et du personnel (200 hommes peuvent s’abriter à plus de 3 mètres sous terre)
Cependant, à partir du mois d’avril les reconnaissances allemandes deviennent de plus en plus nombreuses et s’effectuent par tous les temps. Le 7 avril, les patrouilles Dorance - Warnier - Delparte et Salmand – Preux interceptent à 8 000 mètres la 1re reconnaissance protégée 18 Dornier 17 et Messerschmitt 110. Deux Me 110 de l’escorte sont abattus par les lieutenants Dorance et Warnier.
Le même jour, à la suite du départ du capitaine Moingeon muté au groupe 1/9 à Marignane, le lieutenant Michel Dorance prend le commandement de l’escadrille.

### Bilan de la campagne de France
Lorsque la campagne se termine, le GC I/5 a enregistré 111 victoires dont plus de la moitié pour la deuxième escadrille « Spa 75 ». Elle suit le groupe en Afrique française du Nord et sert dans l'Armée de l'air de l'armistice pendant un temps. L'as le plus titré de la SPA 75, le lieutenant Michel Dorance, reste à la tête de l'escadrille pendant cette période, avant de rejoindre à Washington l'ambassade de France aux États-Unis.

### La SPA 75 dans leCoastal Command
Après l'opération Torch en Afrique du Nord, l'escadrille SPA75 est rééquipée par les Américains avec des p. 39 Airacobra; elle effectue des missions de protection de convois alliés le long des côtes du Maghreb. En effet, les Allemands effectuaient des missions de reconnaissance régulières afin de repérer les mouvements alliés et, notamment, les convois de ravitaillement naviguant dans la zone, au moyen de Junkers 88. Pendant cette période, La SPA 75 enregistre deux victoires contre ce type d'appareil, mais elle perd trois pilotes au cours de cette mission exigeante.

### Le retour en France et la campagne d'Alsace
L'escadrille SPA 75 se trouve en Afrique du Nord lors des débarquements en France. Son personnel suit alors la progression des forces alliées en métropole en attendant son tour. C'est à la fin 1944 que le groupe I/5, et donc l'escadrille SPA75, traverse la Méditerranée afin de rejoindre Salon-de-Provence, le terrain à partir duquel elle participe à la libération du territoire. Des P-47 Thunderbolt furent livrés à Brindisi (Italie) afin de remplacer les P-39 qui équipaient jusqu'alors les unités du groupe de chasse I/5. La première campagne pour l'unité a pour but de libérer l'Alsace, encore restée sous contrôle des Allemands fin 1944.

## L'après-guerre
L'histoire de la SPA 75 continue au travers du groupe de chasse 2/3 Champagne puis Escadron de chasse 2/3 Champagne en tant que deuxième escadrille de ces unités.

## L'insigne de la SPA 75
Les membres de l'escadrille SP portent l'insigne homologuée sous le numéro A-1110. Cet insigne qui date de 1977 représente un charognard passant de sable et d'or sous fond rouge brique.

## Sources
- « 666-4 Bad Request !!! », sur memoiredeshommes.sga.defense.gouv.fr (consulté le 14 janvier 2024)
- « Association du personnel navigant de l'Escadron de Chasse 02.003 Champagne », sur free.fr via Wikiwix (consulté le 14 janvier 2024)
- Brochure historique de l'escadron